# Новосілка (Веселинівська селищна громада)
Новосі́лка (колишній до 01 лютого 1945 року Ной-Мюнхен) — село в Україні, у Веселинівській селищній громаді Вознесенського району Миколаївської області. Населення становить 163 осіб. Колишній орган місцевого самоврядування — Подільська сільська рада.

## Населення

### Мова
Розподіл населення за рідною мовою за даними перепису 2001 року:
| Мова       | Кількість | Відсоток |
| ---------- | --------- | -------- |
| українська | 140       | 85.89%   |
| російська  | 11        | 6.75%    |
| румунська  | 11        | 6.75%    |
| німецька   | 1         | 0.61%    |
| Усього     | 163       | 100%     |

## Історія
7 (20) листопада 1917 року, відповідно до Третього Універсалу Української Центральної Ради, увійшло до складу Української Народної Республіки.  
У 1925—1939 роках село (під назвою хутір Ней-Рорбах) входило до складу Карл-Лібкнехтівського німецького національного району Миколаївської округи (з 1932 — Одеської області).